# Trzęsienie ziemi w Syczuanie (2013)

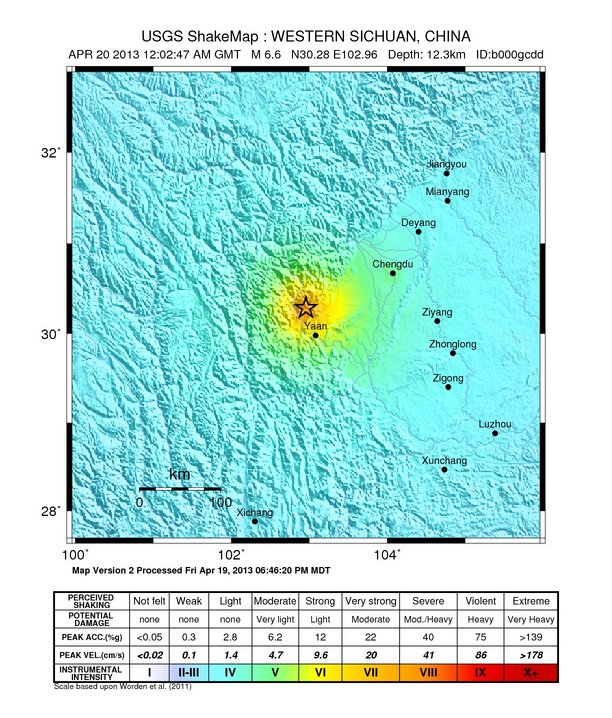
USGS ShakeMap

Trzęsienie ziemi w Syczuanie (2013) – trzęsienie ziemi o magnitudzie 6,6, którego epicentrum znajdowało się w południowej części Chin, w prowincji Syczuan. Główny wstrząs nastąpił 20 kwietnia 2013 roku, około godz. 8:02 czasu lokalnego. Epicentrum znajdowało się niedaleko miasta Ya’an i 116 km od stolicy prowincji Chengdu.
Trzęsienie ziemi nastąpiło wzdłuż uskoku Longmenshan, w tej samej prowincji która ucierpiała podczas trzęsienia ziemi w 2008 roku. Podczas jednej z konferencji prasowych rząd prowincji Syczuan potwierdził śmierć 186 osób. Później tę liczbę zweryfikowano do 193 osób. Według raportów znaczne szkody poniosły okoliczne budynki, kilka się zawaliło. Na miejscu katastrofy i w okolicznych prowincjach nie było dostępu do prądu, z powodu przerwania sieci energetycznych. Podobnie rzecz miała się z siecią telekomunikacyjną. Drogi ekspresowe i autostrady zostały zamknięte i udostępnione jedynie pojazdom ratowniczym. Odnotowano kilka wstrząsów wtórnych, z których najsilniejszy miał magnitudę 5,1.
Służby ratownicze prowadziły poszukiwania zaginionych osób, często z użyciem dynamitu. Po 9 godzinach od trzęsienia udało się odnaleźć siedmioletnią dziewczynkę, która przeżyła pod gruzami. Ratownicy spod pozostałości budynków wyciągnęli także kobietę w ciąży. W akcji brało udział ponad 8000 żołnierzy, 1400 okolicznych ratowników i lekarzy oraz 120 specjalnych pojazdów ułatwiających podnoszenie zawalisk. Oprócz tego wykorzystywano psy ratownicze i ochotników zmobilizowanych z terenu całego kraju.
Premier Chin Li Keqiang odwiedził teren katastrofy i podkreślił potrzebę szybkiego działania. Urzędnicy od początku ostrzegali, że wstrząsy wtórne oraz silne opady deszczu będą komplikować wysiłki ratownicze poprzez efekty uboczne takie jak osuwiska i uszkodzenie budynków. Aby wspomóc ratowników i poszkodowanych fundacja One Foundation rozpoczęła zbiórkę pieniędzy na całym świecie. Darowizny można było składać również w wirtualnej walucie Bitcoin. W ciągu kilku dni udało się uzbierać 30 000 dolarów.
Pomocy próbował udzielić również Hongkong, ale propozycja przekazania 13 milionów dolarów nie zdobyła poparcia mieszkańców w związku z zarzutami o korupcję wśród chińskich urzędników i duże prawdopodobieństwo niewłaściwego wykorzystania przekazanych środków. Ostatecznie pieniądze przekazano dla organizacji pozarządowych w Hongkongu.
W dniu 27 kwietnia rząd prowincji Syczuan zarządził dzień żałoby. Wydarzenia artystyczne, kulturalne i sportowe zostały odwołane, a syreny wyły przez trzy minuty.